# 巨乾生
巨乾生（1962年5月—），男，陕西宝鸡人，中国人民解放军上将。中共第二十届中央委员。

## 生平
巨乾生毕业于西安电子科技大学。曾任总参谋部技术侦察部副部长。2018年任中国人民解放军战略支援部队网络系统部司令员。2019年7月晋升中国人民解放军中将军衔。2021年6月升任战略支援部队司令员。7月5日，晋升上将军衔。
2023年7月31日，巨乾生缺席当日举行的解放军建军96周年招待会，香港《明报》认为，月前就传出巨乾生正接受调查，现在他又接连缺席多个重要场合，看来是“凶多吉少”。2024年1月29日，在贵阳出席军队在京全国人大代表第四视察组赴贵州集中视察座谈会，打破了其卷入火箭军腐败案被带走调查的传闻。新加坡《联合早报》引用分析人士观点认为，巨乾生以全国人大代表身份视察地方工作，并且同已经退出现役的两名军方将领坐在一起，显示他很可能已经卸任战略支援部队司令员一职。因为在目前解放军强化“军事斗争准备”的大背景下，很难想象战略支援部队司令员会花费一周时间去视察与军队关系不大的地方事务。